# Lilly Elida Håseth
Lilly Elida Håseth (* 3. Oktober 2001) ist eine norwegische Tennisspielerin.

## Karriere
Håseth spielt bislang Turniere der ITF Women’s World Tennis Tour, wo sie aber noch keinen Titel gewinnen konnte.
Im Jahr 2018 spielte Håseth erstmals für die norwegische Fed-Cup-Mannschaft, wo sie bislang in einer Begegnung im Doppel spielte, das sie verlor.